# Včelník
Včelník (Dracocephalum) je rod kvetoucích rostlin z čeledi hluchavkovitých, kde je řazen do podčeledi Nepetoideae.

## Výskyt
Je to rod euroasijského původu a je tvořen přibližně 45 druhy. Převážná většina se jich vyskytuje v Číně a asijském Rusku, podstatně méně jich roste v Evropě a po jednom se nachází v přírodě Severní Ameriky a severní Afriky.
V České republice roste jako původní rostlina jediný druh - včelník rakouský (Dracocephalum austriacum), který náleží mezi kriticky ohrožené druhy květeny ČR. Některé další druhy jsou pěstovány jako zahradní byliny.

## Popis
Rostliny tohoto rodu bývají jednoleté nebo vytrvalé. Jejich holé nebo jemně chlupaté lodyhy, které u báze někdy dřevnatí, bývají jednoduché nebo rozvětvené, přímé neb vystoupavé. Vstřícné řapíkaté nebo přisedlé listy bývají podlouhle vejčité, kopinaté, celokrajné nebo dlanitosečné či peřenosečné, jejich úkrojky 1 až 15 mm široké jsou po obvodě celistvé nebo zubaté.
stopkaté dvoupyské květy vyrůstají v lichopřeslenech. Kalich s nestejnými pěti zubatými plátky je trubkovitý nebo zvonkovitý, obvykle nevýrazně dvoupyský. Horní pysk kalichu je trojzubý, střední z nich bývá nejdelší. Dvoupyská koruna s útlou trubkou na konci rozšířenou bývá modrá, fialová, růžová nebo vzácně bílá. Horní dvoulaločný pysk koruny je často vyklenutý, dolní trojlaločný mívá střední lalok největší. Tyčinky jsou čtyři, dvě horní zadní jsou delší, jejich prašníky jsou lysé. Svrchní semeník srostl ze dvou plodolistů a má čtyři oddíly, čnělka nese jednu dvoulaločnou bliznu. Květy jsou opylovány hmyzem. Plod je poltivý, obsahuje čtyři vejčité tvrdky které jsou nevýrazně trojboké, obvykle hladké a někdy po navlhčení slizovatí.

## Význam
Rostliny včelníku obsahují ve květech hodně nektaru, jsou považovány za medonosné. Některé druhy, např. včelník moldavský, slouží v lidovém lékařství jako rostliny tlumící bolest a psychické potíže, z kvetoucích natí se vaří čaje. S jinými druhy se můžeme ojediněle setkat v zahradách, např. se včelníkem skalním, jehož husté nazelenalé rostliny s modrými květy nacházejí uplatnění mezi skupinami nízkých trvalek.